# Nikola Jakšić
Nikola Jakšić (Belgrád, 1997, január 29. –) (szerb cirill átírással: Никола Јакшић) olimpiai bajnok (2016, 2020) és világbajnok (2015) szerb vízilabdázó.
2017-től 2021-ig a Ferencváros játékosa volt.

## Sikerei, díjai
VK Partizan
- Szerb bajnok: 2014–15, 2015–16, 2016–17
- Szerb kupagyőztes: 2015–16, 2016–17
- Partizan, az év sportolója: 2015, 2016

Ferencváros
- Magyar bajnokság
  - aranyérmes: 2018, 2019
  - bronzérmes: 2021
- LEN-szuperkupa-győztes: 2018,[2] 2019[3]
- LEN-bajnokok ligája győztes 2019